# Le Renard de Brooklyn
Pour plus de détails, voir Fiche technique et Distribution.
Le Renard de Brooklyn ou Le Grand Coup (Controrapina) est un film d'action italien réalisé par Antonio Margheriti, tourné en 1975 et sorti en 1978.

## Fiche technique
Sauf indication contraire, les informations mentionnées dans cette section peuvent être confirmées par la base de données cinématographiques IMDb,  présente dans la section « Liens externes ».
- Titre italien : Controrapina ou Ho tentato di vevere
- Titre allemand : Gretchko ou Der Diamantencoup
- Titre anglais : The Rip-off ou The Squeeze ou I tried to live ou Diamond Thieves
- Titre français : Le Renard de Brooklyn ou Le Retour du Parrain ou Le Grand Coup[1]
- Réalisateur : Antonio Margheriti
- Scénario : Arne Elsholtz, Giacomo Furia, Tito Carpi (it)
- Photographie : Peter Baumgartner
- Montage : Marie-Luise Buschke
- Musique : Walter Baumgartner, Eloy
- Décors : Edoardo Margheriti
- Costumes : Maria Schicker, Gesina Seldte
- Trucages : Sonali Chatterjee
- Effets spéciaux : Rene Abadeza
- Producteur : Erwin C. Dietricha
- Sociétés de production : Dritte Centama Gmbtl.
- Pays de production :  Italie,  Allemagne de l'Ouest
- Langue de tournage : italien
- Format : Couleur Technicolor - 1,33:1 - Son mono - 35 mm
- Durée : 103 minutes (1h43)
- Genre : Action
- Dates de sortie :
  - Pays-Bas : 3 août 1978
  - France : 6 juin 1979

## Distribution
- Lee Van Cleef : Chris
- Karen Black : Clarissa
- Edward Albert : Jeff
- Robert Alda : Capitaine Donati
- Lionel Stander : Sam
- Angelo Infanti : L'Inspecteur
- Antonella Murgia : Jessica
- Peter Carsten : Van Stratten
- Dan van Husen : Hans
- Steven Burch : Fred